# 弗拉达斯·西多拉维丘斯
弗拉达斯·西多拉维丘斯 （Vladas Sidoravicius，1963年—2019年5月23日），生於立陶宛维尔纽斯，是一位立陶宛-巴西数学家，他生前主要研究概率论。 

## 生平
1985年，弗拉达斯·西多拉维丘斯獲得维尔纽斯大学数学学位，1986年获得硕士学位。1990年获得莫斯科国立大学博士学位。1991年至1993年期間，弗拉达斯·西多拉维丘斯是海德堡大学和巴黎第九大学的博士后學者。  1993年，弗拉达斯·西多拉维丘斯移居巴西。1999年後又移居中国后，他後來入籍巴西，並且於1999年至2015年期間擔任里约热内卢纯数学与应用数学国家研究所的教授。1995年移居上海，擔任上海纽约大学数学教授以及华东师范大学-纽约大学数学联合研究中心（上海纽约大学）副主任。2019年，弗拉达斯·西多拉维丘斯在上海去世，享年55岁。 